# Seinfeld
Seinfeld es una comedia de situación estadounidense creada por Larry David y Jerry Seinfeld para NBC.
Se emitió desde el 5 de julio de 1989 hasta el 14 de mayo de 1998.
El programa está protagonizado por Seinfeld como una versión ficticia de sí mismo, y se centra principalmente en su vida personal con un puñado de amigos y conocidos, incluido su mejor amigo George Costanza (Jason Alexander), su amiga y exnovia Elaine Benes (Julia Louis-Dreyfus), y el vecino al otro lado del pasillo Cosmo Kramer (Michael Richards). Seinfeld se encuentra predominantemente en un edificio de apartamentos en el barrio Upper West Side del distrito de Manhattan, en la ciudad de Nueva York.
A menudo es descrita como «una serie sobre la nada», ya que muchos de sus episodios son sobre las minucias de la vida cotidiana.
Seinfeld fue producida por West-Shapiro Productions y Castle Rock Entertainment. En reemisión, la serie es distribuida por Sony Pictures Television.
Fue escrita en gran parte por David y Seinfeld con guionistas que incluyeron a
Alec Berg,
Larry Charles,
Jennifer Crittenden,
Spike Feresten,
Tom Gammill,
Marjorie Gross,
Gregg Kavet,
Steve Koren,
Carol Leifer,
David Mandel,
Peter Mehlman,
Jeff Schaffer,
Dan O'Keefe,
Elaine Pope,
Max Pross y
Charlie Rubin.
Una de las favoritas entre los críticos, la serie lideró las calificaciones de Nielsen en las temporadas seis y nueve, y terminó entre las dos primeras (con ER de NBC) cada año desde 1994 hasta 1998.
Seinfeld es ampliamente considerada como una de las comedias de situación más grandes e influyentes de todos los tiempos. Ha sido clasificado entre los mejores programas de televisión de todos los tiempos en publicaciones como Entertainment Weekly,
Rolling Stone,
y TV Guide.
Los episodios más famosos del programa incluyen «The chinese restaurant» (‘el restaurante chino’), «The parking garage» (‘el estacionamiento’),
y «The contest» (‘el concurso’).
En 2013, el Writers Guild of America lo votó como la 2.ª serie de televisión mejor escrita de todos los tiempos (después de The Sopranos).
El canal E! llamó a la serie la «razón número 1 por la que dominaron en los años noventa»,
y las citas de numerosos episodios se han convertido en frases clave en la cultura popular.

## Premisa

### Tramas

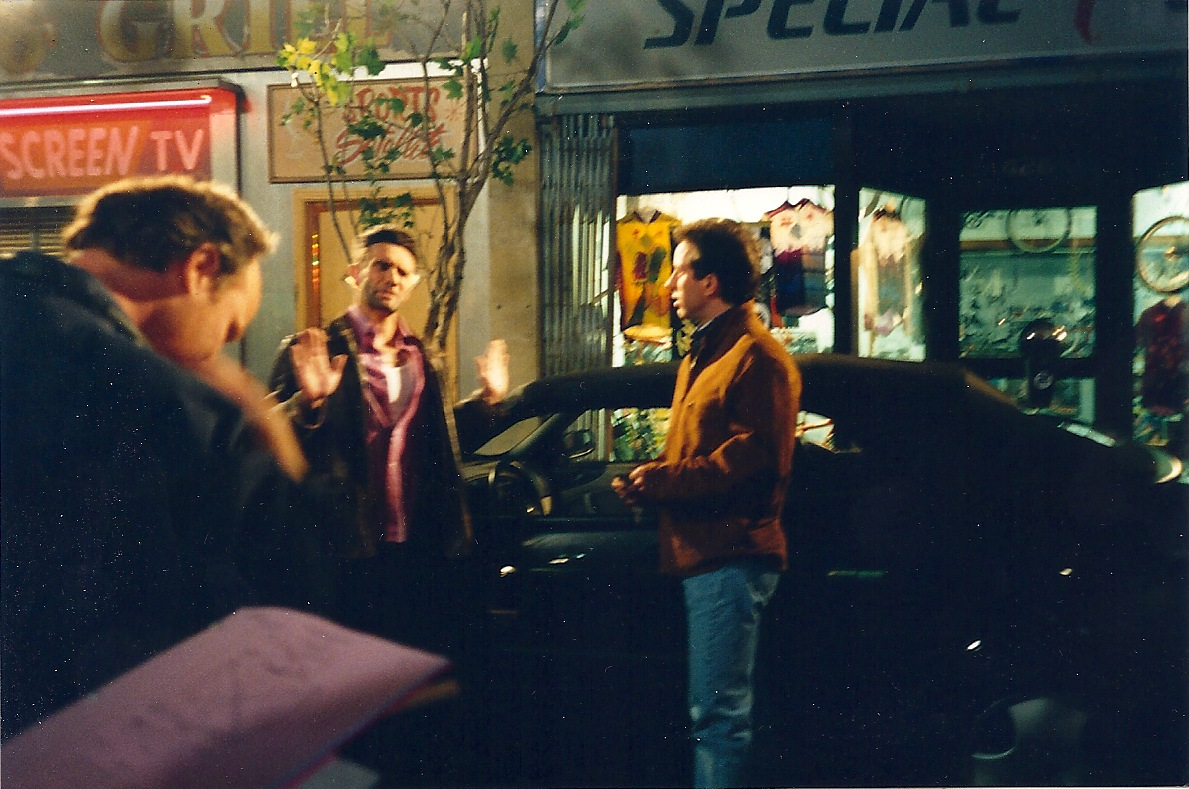
Anthony Crivello (como Maxwell) y Jerry Seinfeld en el episodio The Maid (temporada 9)

Muchos episodios de Seinfeld se basan en las experiencias de la vida real de los escritores, con las experiencias reinterpretadas para las historias de los personajes. Por ejemplo, la historia de George, «The revenge» (‘la venganza’), se basa en la experiencia de Larry David en Saturday Night Live.
«The contest» (‘el concurso’) también se basa en las experiencias de David. La historia de «The smelly car» (‘el coche maloliente’) se basa en el abogado amigo de Peter Mehlman, quien no podía aguantar el mal olor en su automóvil. «The strike» (‘la huelga’) se basa en el padre de Dan O’Keefe, quien inventó sus propias vacaciones: Festivus.
Otras historias toman una variedad de giros. «The chinese restaurant» (‘el restaurante chino’) consiste en George, Jerry y Elaine esperando una mesa durante todo el episodio.
«The boyfriend» (‘el novio’), que gira en torno a Keith Hernández, se extiende a través de dos episodios. «The betrayal» (‘la traición’) es famoso por usar la cronología inversa, y se inspiró en un dispositivo de trama similar en la obra de teatro Betrayal (‘traición’), de Harold Pinter.
Algunas historias se inspiraron en titulares y rumores, como se explica en las características del DVD «Notas sobre nada», «Mirada interior» y «Comentario de audio». En «The maestro» (‘el maestro’), la demanda de Kramer es más o menos similar al caso del café McDonald’s.
«The outing» (‘la excursión’) se basa principalmente en rumores que Larry Charles escuchó sobre la sexualidad de Jerry Seinfeld.

### Temas
La serie a menudo se describió como «un espectáculo sobre nada».
Sin embargo, Seinfeld en 2014 declaró «el lanzamiento para el espectáculo, el lanzamiento real, cuando Larry y yo fuimos a NBC en 1988, queríamos mostrar cómo un comediante obtiene su material. El programa sobre nada fue solo una broma en un episodio muchos años después, y Larry y yo hasta el día de hoy estamos sorprendidos de que se haya dado cuenta de que la gente describe el programa, porque para nosotros es lo opuesto a eso».
Gran parte del humor del programa se basa en el uso repetido de ironía, incongruencia y (a menudo desafortunado) coincidencia (s) como dispositivos de trama para muchas de las tramas y momentos humorísticos de los episodios individuales.
Seinfeld rompió varias convenciones de la televisión convencional. A Larry David se le atribuye negarse a seguir la fórmula de comedia de situación predecible que tendría una floreciente relación romántica entre Jerry y Elaine.
El programa no ofrece crecimiento ni reconciliación con sus personajes. Evita el sentimentalismo.
Un episodio generalmente es impulsado por el humor intercalado con los conflictos superficiales de personajes con disposiciones peculiares. Muchos episodios giran en torno a la participación de los personajes en la vida de los demás con resultados típicamente desastrosos. En el set, la noción de que los personajes no deberían desarrollarse o mejorar a lo largo de la serie se expresó como la regla de «no abrazarse, no aprender». También, a diferencia de la mayoría de las comedias de situación, no hay momentos de patetismo; el público nunca siente lástima por ninguno de los personajes. Incluso la muerte de Susan (en el episodio «Las invitaciones») no provoca emociones genuinas de nadie en el programa.
Seinfeld no rehúye tomar a la ligera temas difíciles, desde la muerte hasta la enfermedad y las discapacidades.
Los personajes son «treintañeros solteros con identidades vagas, sin raíces e indiferencia consciente a la moral».
Las convenciones habituales, como aislar a los personajes de los actores que los interpretan y separar el mundo de los personajes del de los actores y el público, se rompieron. Un ejemplo de esto es el arco de la historia donde los personajes promueven una serie de comedia de televisión llamada Jerry. El espectáculo dentro de un espectáculo, Jerry, se parecía mucho a Seinfeld en el sentido de que era "sobre nada" y Seinfeld se interpretó a sí mismo. El Jerry ficticio se lanzó en el final de la cuarta temporada, pero a diferencia de Seinfeld, no fue aceptado como una serie. Jerry es uno de los muchos ejemplos de metaficción en el programa. No hay menos de veintidós películas ficticias presentadas, como Rochelle, Rochelle.
Debido a estos varios elementos, Seinfeld se convirtió en la primera serie de televisión desde Flying Circus de Monty Python en ser ampliamente descrita como posmoderna.
Jerry Seinfeld es un ávido fanático de Abbott y Costello, y ha citado a Abbott y Costello Show como una influencia en Seinfeld. "Todos en el programa saben que soy muy fan. Siempre bromeamos sobre cómo hacemos cosas de su programa. George y yo a menudo nos metemos en un riff que tiene el ritmo de los viejos espectáculos de Abbott y Costello. Y a veces golpeo a George en el pecho como Abbott golpearía a Costello". La serie incluye numerosas referencias al equipo. El segundo nombre de George Costanza es «Louis», después de Costello.
El episodio de «The old man» (‘el viejo’) presenta a un personaje estrafalario llamado Sid Fields como un tributo al propietario en el programa de televisión del equipo. El amigo de Kramer se llama Mickey Abbott. Un redactor para el catálogo de J. Peterman se llama Eddie Sherman, en honor al antiguo agente del equipo. En el episodio 30, Kramer escucha la famosa línea de Abbott y Costello: «Su padre era un fangoso. Su madre era un fango».

### Personajes
| Personaje           | Interpretado por                                      | Temporada | Temporada  | Temporada  | Temporada  | Temporada  | Temporada  | Temporada  | Temporada  | Temporada  |            |
| Personaje           | Interpretado por                                      | 1         | 2          | 3          | 4          | 5          | 6          | 7          | 8          | 9          |            |
| ------------------- | ----------------------------------------------------- | --------- | ---------- | ---------- | ---------- | ---------- | ---------- | ---------- | ---------- | ---------- | ---------- |
| Jerry Seinfeld      | Jerry Seinfeld                                        | Principal | Principal  | Principal  | Principal  | Principal  | Principal  | Principal  | Principal  | Principal  |            |
| Elaine Benes        | Julia Louis-Dreyfus                                   | Principal | Principal  | Principal  | Principal  | Principal  | Principal  | Principal  | Principal  | Principal  |            |
| George Costanza     | Jason Alexander                                       | Principal | Principal  | Principal  | Principal  | Principal  | Principal  | Principal  | Principal  | Principal  |            |
| Cosmo Kramer        | Michael Richards                                      | Principal | Principal  | Principal  | Principal  | Principal  | Principal  | Principal  | Principal  | Principal  |            |
| Recurrente          |                                                       |           |            |            |            |            |            |            |            |            |            |
| Morty Seinfeld      | Barney Martin                                         | Invitado  | Recurrente | Recurrente | Recurrente | Recurrente | Recurrente | Recurrente | Recurrente | Recurrente | Recurrente |
| Helen Seinfeld      | Liz Sheridan                                          | Invitado  | Recurrente | Recurrente | Recurrente | Recurrente | Recurrente | Recurrente | Recurrente | Recurrente | Recurrente |
| Newman              | Wayne Knight                                          |           | Invitado   | Recurrente | Recurrente | Recurrente | Recurrente | Recurrente | Recurrente | Recurrente |            |
| Tío Leo             | Len Lesser                                            |           | Invitado   | Invitado   | Recurrente | Recurrente | Recurrente | Invitado   | Invitado   | Recurrente |            |
| Susan Ross          | Heidi Swedberg                                        |           |            |            | Recurrente |            |            | Recurrente |            | Invitado   |            |
| Mr. Lippman         | Richard Fancy                                         |           |            | Recurrente |            | Recurrente | Invitado   |            | Invitado   | Recurrente |            |
| Ruthie Cohen        | Ruth Cohen                                            |           |            |            | Recurrente | Recurrente | Recurrente | Recurrente | Recurrente | Recurrente |            |
| Frank Costanza      | Jerry Stiller                                         |           |            |            | Invitado   | Recurrente | Recurrente | Recurrente | Recurrente | Recurrente |            |
| Estelle Costanza    | Estelle Harris                                        |           |            |            | Recurrente | Recurrente | Recurrente | Recurrente | Recurrente | Recurrente |            |
| George Steinbrenner | Larry David (voz), Mitch Mitchell & Lee Bear (cuerpo) |           |            |            |            | Invitado   | Recurrente | Recurrente | Recurrente | Invitado   |            |
| Mr. Wilhelm         | Richard Herd                                          |           |            |            |            |            | Recurrente | Recurrente | Recurrente | Invitado   |            |
| Jacopo Peterman     | John O'Hurley                                         |           |            |            |            |            | Invitado   | Recurrente | Recurrente | Recurrente |            |
| David Puddy         | Patrick Warburton                                     |           |            |            |            |            | Recurrente |            |            | Recurrente |            |
| Sue Ellen Mischke   | Brenda Strong                                         |           |            |            |            |            |            | Recurrente | Invitado   | Invitado   |            |
| Jackie Chiles       | Phil Morris                                           |           |            |            |            |            |            | Recurrente | Invitado   | Invitado   |            |

Principal

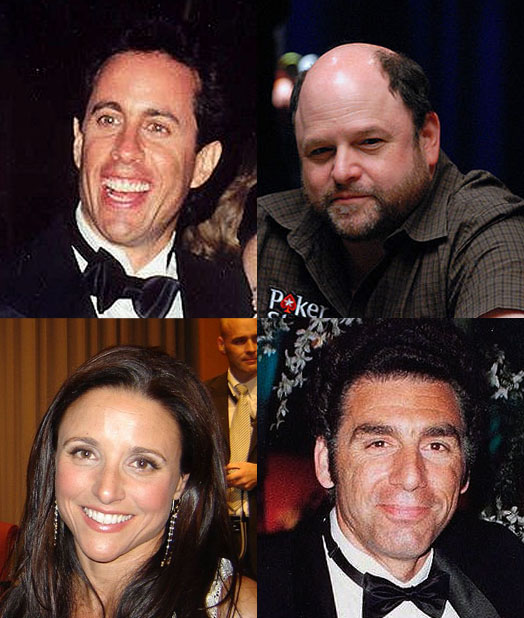
Jerry Seinfeld (arriba a la izquierda); Jason Alexander (arriba a la derecha); Michael Richards (abajo a la derecha); Julia Louis-Dreyfus (abajo a la izquierda).

- Jerry Seinfeld (Jerry Seinfeld) - Jerry es un comediante de stand up y una celebridad menor que a menudo se representa como "la voz de la razón" en medio de la locura general generada por la gente en su mundo. El personaje del programa padece un germaphobe suave y un fanático aseado, así como un ávido fanático de Supermán, los Mets de Nueva York y cereales para el desayuno. El apartamento de Jerry es el centro de un mundo visitado por sus excéntricos amigos y un foco del espectáculo.[26]
- Elaine Benes (Julia Louis-Dreyfus) - Elaine es la exnovia de Jerry y luego amiga. Ella es atractiva y genial, a la vez que es humorística, arrogante y ocasionalmente impulsiva. A veces tiende a ser demasiado honesta con las personas (generalmente perdiendo los estribos), lo que a menudo la mete en problemas.[27] Por lo general, queda atrapada en las peculiaridades de sus novios, los comportamientos inusuales y las idiosincrasias de los empleadores excéntricos, y el desajuste de extraños totales. Tiende a tomar malas decisiones con los hombres que elige hasta la fecha y, a menudo, es demasiado reactiva. Primero trabaja en Pendant Publishing con el Sr. Lippman, luego es contratada como asistente personal para el Sr. Pitt, y luego trabaja para el catálogo de J. Peterman como asistente. Elaine es descrita popularmente como una amalgama de las novias de David y Seinfeld durante sus primeros días en Nueva York como comediantes en dificultades.
- Cosmo Kramer (Michael Richards) - Kramer es el vecino pícaro de Jerry. Sus rasgos característicos incluyen su humorístico peinado de copete erguido, ropa vintage y estallidos energéticos a través de la puerta del apartamento de Jerry. Kramer se basó en gran medida en un vecino de David durante sus años de comedia amateur en Manhattan. A veces, parece ingenuo, crédulo e ignorante, y otras veces, inteligente, comprensivo y bien leído; Del mismo modo, es exageradamente exitoso, socialmente, con su carisma y personalidad relajada. Esto se ve en su éxito con mujeres y empleadores. Ha sido descrito como un «hipster doofus». Aunque nunca tiene un trabajo estable, rara vez le falta dinero y, a menudo, inventa esquemas extravagantes que a menudo funcionan al principio y finalmente fracasan. Kramer es amigo de Newman desde hace mucho tiempo, y trabajan bien juntos a pesar de sus diferencias.[28]
- George Costanza (Jason Alexander) - George es el mejor amigo de Jerry y lo ha sido desde la escuela secundaria. Es tacaño, deshonesto, mezquino y envidioso de los logros de los demás.[29] Es representado como un perdedor que está perpetuamente inseguro sobre sus capacidades. Se queja y miente fácilmente sobre su profesión, relaciones y casi todo lo demás, lo que generalmente le crea problemas más tarde. A menudo usa el alias Art Vandelay cuando miente o inventa una historia para cubrir una mentira. A pesar de estas deficiencias, George tiene un sentido de lealtad hacia sus amigos y el éxito en salir con mujeres y, finalmente, consigue una carrera exitosa como Asistente de viajes de los Yankees de Nueva York.

Personajes recurrentes
Muchos personajes han hecho múltiples apariciones, como Newman, la némesis de Jerry, y su tío Leo. Además de los personajes recurrentes, Seinfeld presenta numerosas celebridades que aparecen como ellos mismos o como novias, novios, jefes y otros conocidos. Muchos actores que hicieron apariciones especiales se convirtieron en nombres conocidos más adelante en sus carreras, o ya eran bien conocidos.
Estrellas invitadas
Varios actores estrellas aparecieron en el transcurso de la serie; Courteney Cox,
Bryan Cranston,
Marisa Tomei,
Bob Odenkirk,
Rob Schneider,
Debra Messing,
Bette Midler,
Jeremy Piven,
Jon Favreau,
Kristin Davis,
Carol Kane,
John Voight,
James Spader,
Amanda Peet,
Maggie Wheeler,
Patton Oswalt,
Frances Bay,
Teri Hatcher,
Jennifer Coolidge y
Denise Richards.
Novias de Seinfeld
En todas las temporadas, varias actrices interpretan a los intereses amorosos de Seinfeld;
- Isabel (Tawny Kitaen) en "The nose job" (temporada 3, episodio 9)
- Nina (Catherine Keener) en "The letter" (temporada 3, episodio 20)
- Marla (Jane Leeves) en "The virgin" (temporada 4, episodio 10)
- Sidra (Teri Hatcher) en "The implant" (temporada 4, episodio 19)
- Amy (Anna Gunn) en "The glasses" (temporada 5, episodio 3)
- Jody (Jennifer Coolidge) en "The masseuse" (temporada 5, episodio 9)
- Jane (Jami Gertz) en "The stall" (temporada 5, episodio 12)
- Meryl (Courteney Cox) en "The wife" (temporada 5, episodio 17)
- Margaret (Marita Geraghty) - "The big salad" (temporada 6, episodio 2)
- Jeannie (Janeane Garofalo) en "The invitations" (temporada 7, episodio 24)
- Ellen (Christine Taylor) en "The Van Buren boys" (temporada 8, episodio 14)
- Jenna (Kristin Davis) en "The pothole" (temporada 8, episodio 16)
- Beth (Debra Messing) en "The yada yada" (temporada 8, episodio 19)
- Valerie (Lauren Graham) en "The millennium" (temporada 8, episodio 20)
- Alex (Melinda Clarke) en "The muffin tops" (temporada 8, episodio 21)
- Lanette (Amanda Peet) en "The summer of George" (temporada 8, episodio 22)
- Patty (Lori Loughlin) en "The serenity now" (temporada 9, episodio 3)
- Sara (Marcia Cross) en "The slicer" (temporada 9, episodio 7)

### Frases memorables
Muchos términos fueron acuñados, popularizados o repopularizados en la carrera de la serie y se han convertido en parte de la cultura popular.
Las frases y términos notables incluyen:
- «The Elaine dance»
- «Parking in a car space forwards without reversion»
- «The it’s not you it’s me speech»
- «The travelling spot»
- «Eating your chocolate bar with a knife and fork»
- «The oposite»
- «Hello, Newman!»
- «Poppy didn't wash his hands after he went to the bathroom»
- «I've only got one rule here: you keep your hands off my daughter»
- «Yada, yada, yada»
- «No soup for you!»
- «These pretzels are making me thirsty»
- «Not that there's anything wrong with that!»
- «You know, we're living in a society!»
- Festivus
- Sponge-worthy
- «Are you master of your domain?»
- Double-dipping
- Re-gifter
- Close-talker
- Low-talker
- Man-hands
- Serenity now!
- Shrinkage
- And you want to be my latex salesman?
- Well, the Jerk Store called, and they're running out of you!

El léxico de las palabras clave de Seinfeld y las frases recurrentes que evolucionaron en torno a episodios particulares se conoce como Seinlanguage (que es el título del libro de humor más vendido de Jerry Seinfeld).

### Música
Una firma de Seinfeld es su tema musical. Compuesta por Jonathan Wolff, consta de distintos riffs de sintetizador de bajo sampleados en solitario (reproducidos en un sintetizador Korg M1)
que abren el programa y conectan las escenas, a menudo acompañadas de beatboxing.
La música del sintetizador de bajos reemplazó la música original de piano / sintetizador de Jep Epstein cuando se reprodujo nuevamente después de la primera transmisión del episodio piloto. El programa carecía de un título tradicional y los riffs se reprodujeron durante los primeros momentos de diálogo o acción. Varían a lo largo de cada episodio y se juegan en un estilo funk improvisado. Un tema musical adicional con un conjunto, dirigido por un instrumento de metal sintetizado de gama media, finaliza cada episodio.
En «The note» (‘la nota’) el primer episodio de la tercera temporada, la música contundente contó con una cantante de jazz femenina que cantaba una frase que sonaba como «easy to beat». A Jerry Seinfeld y al productor ejecutivo Larry David les gustaron las adiciones de Wolff, y se produjeron tres episodios con esta nueva música. Sin embargo, habían descuidado informar a los ejecutivos de NBC y Castle Rock del cambio, y cuando se estrenó el estreno de la temporada, los ejecutivos se sorprendieron y solicitaron que volvieran al estilo original. Los dos episodios posteriores se rehicieron, dejando este episodio como el único con elementos musicales adicionales.
En el comentario de «The note», Louis-Dreyfus sugiere graciosamente que se eliminó porque la lírica percibida se relacionaba estrechamente con las bajas audiencias de la época.
En las últimas tres temporadas, los bits se modificaron ligeramente con ritmos más frenéticos; se agregó un bajo además del bajo muestreado de temporadas anteriores. A lo largo del programa, el tema principal podría rediseñarse de diferentes maneras según el episodio. Por ejemplo, en «The betrayal», parte de la cual tiene lugar en India, el tema se escucha en un sitar.

## Episodios
Artículo principal: Anexo:Episodios de Seinfeld

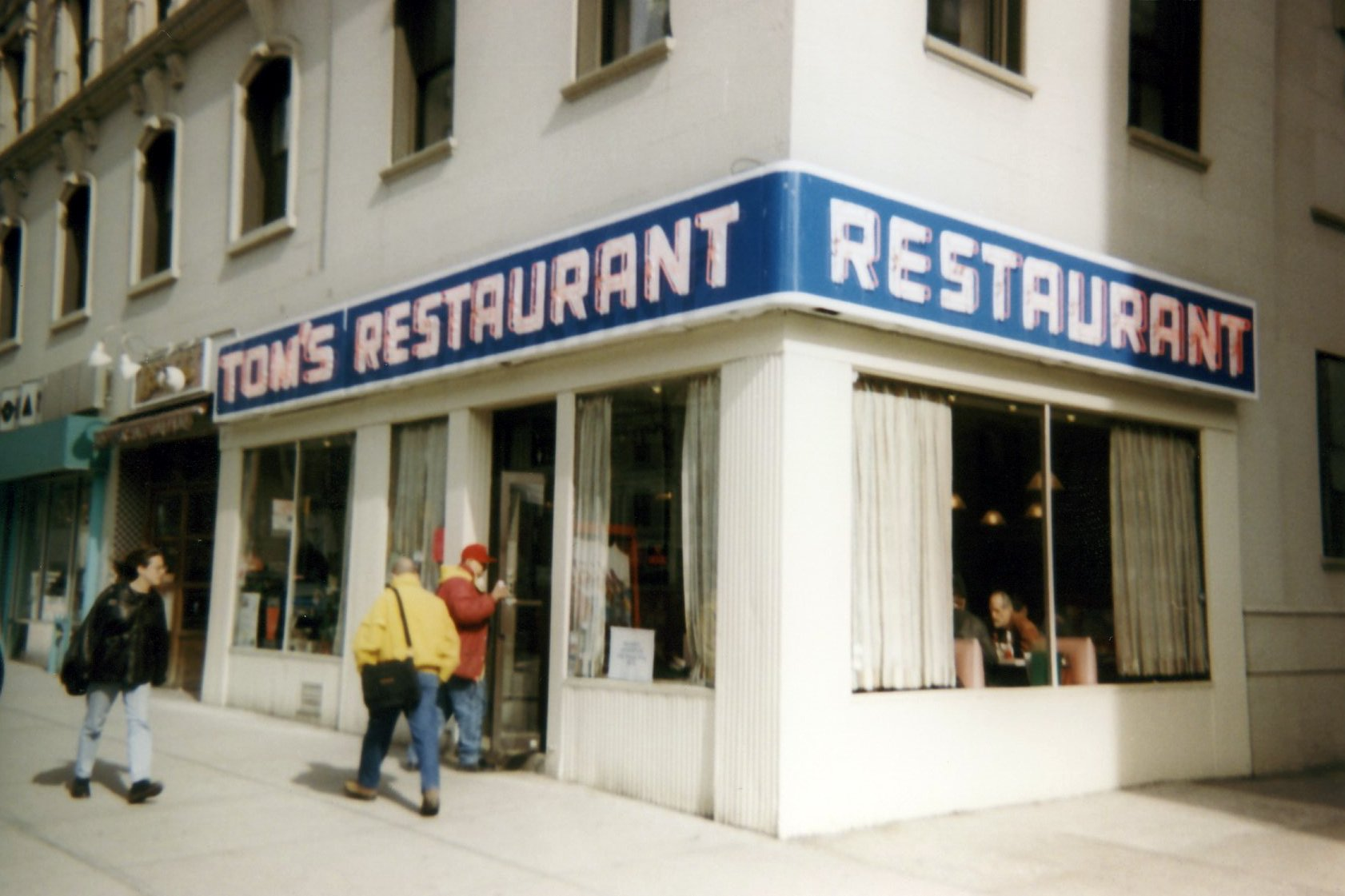
Tom’s Restaurant, un restaurante en 112th St. y Broadway (en Manhattan), que se utilizó como imagen exterior de Monk’s Café en el programa.

Seinfeld se destacó de las comedias familiares y grupales de su tiempo. Los personajes principales no están relacionados por conexiones familiares o laborales, pero siguen siendo amigos íntimos a lo largo de la serie.
Muchos personajes se basaron principalmente en los conocidos de la vida real de Seinfeld y David. Dos personajes recurrentes prominentes se basaron en personas conocidas: Jacopo Peterman del catálogo de J. Peterman (basado en John Peterman),
y George Steinbrenner, propietario de los Yankees de Nueva York.
Muchos personajes fueron presentados cuando nuevos escritores se involucraron con Seinfeld. Otros personajes basados en personas reales incluyen el Soup Nazi
y Jackie Chiles, quien estaba basado en Johnnie Cochran.
Seinfeld sigue su propia estructura: el hilo de la historia se presenta al comienzo de cada episodio, que involucra a los personajes que comienzan en sus propias situaciones. Los rápidos cambios de escena entre tramas unen las historias. A pesar de que no sigue un patrón como otras comedias de situación, las historias de los personajes se entrelazan en cada episodio. A pesar de los hilos separados de la trama, las narraciones revelan los «esfuerzos consistentes de los creadores para mantener la intimidad» entre el pequeño elenco de personajes.
El programa mantiene un fuerte sentido de continuidad: los personajes y las tramas de episodios pasados a menudo se mencionan o amplían. Ocasionalmente, los arcos de la historia abarcan múltiples episodios e incluso temporadas completas, la más memorable es la cuarta temporada, que giró en torno al lanzamiento piloto a NBC por Jerry y George. Otro ejemplo es la novia de Jerry, Vanessa, que aparece en «The Stake Out» y termina la relación cuando las cosas no funcionan en «The stock tip» (‘el consejo de stock’). Otros ejemplos son Kramer recuperando su chaqueta y Elaine encabezando el «catálogo Peterman». Larry David, el escritor principal y productor ejecutivo durante las primeras siete temporadas, fue elogiado por vigilar de cerca los detalles menores y asegurarse de que la vida de los personajes principales permaneciera constante y creíble. Curb Your Enthusiasm —la serie de comedia posterior de David— amplió esta idea siguiendo un tema específico para todas las temporadas de la serie menos una.
Una diferencia importante entre Seinfeld y las comedias de situación que lo precedieron es que los personajes principales nunca aprenden de sus errores. En efecto, son indiferentes e incluso insensibles hacia el mundo exterior y, a veces, entre sí. Un mantra de los productores del programa fue: «Sin abrazos, sin aprendizaje».
El crítico de televisión de Entertainment Weekly, Ken Tucker, los describió como «una dinámica de grupo arraigada en los celos, la ira, la inseguridad, la desesperación, la desesperanza y una conmovedora falta de fe en los demás seres humanos».
Esto lleva a muy pocos finales felices, excepto a expensas de otra persona. Con mayor frecuencia en cada episodio, las situaciones se resuelven con personajes que obtienen un merecido merecimiento.

### Temporadas 1–3

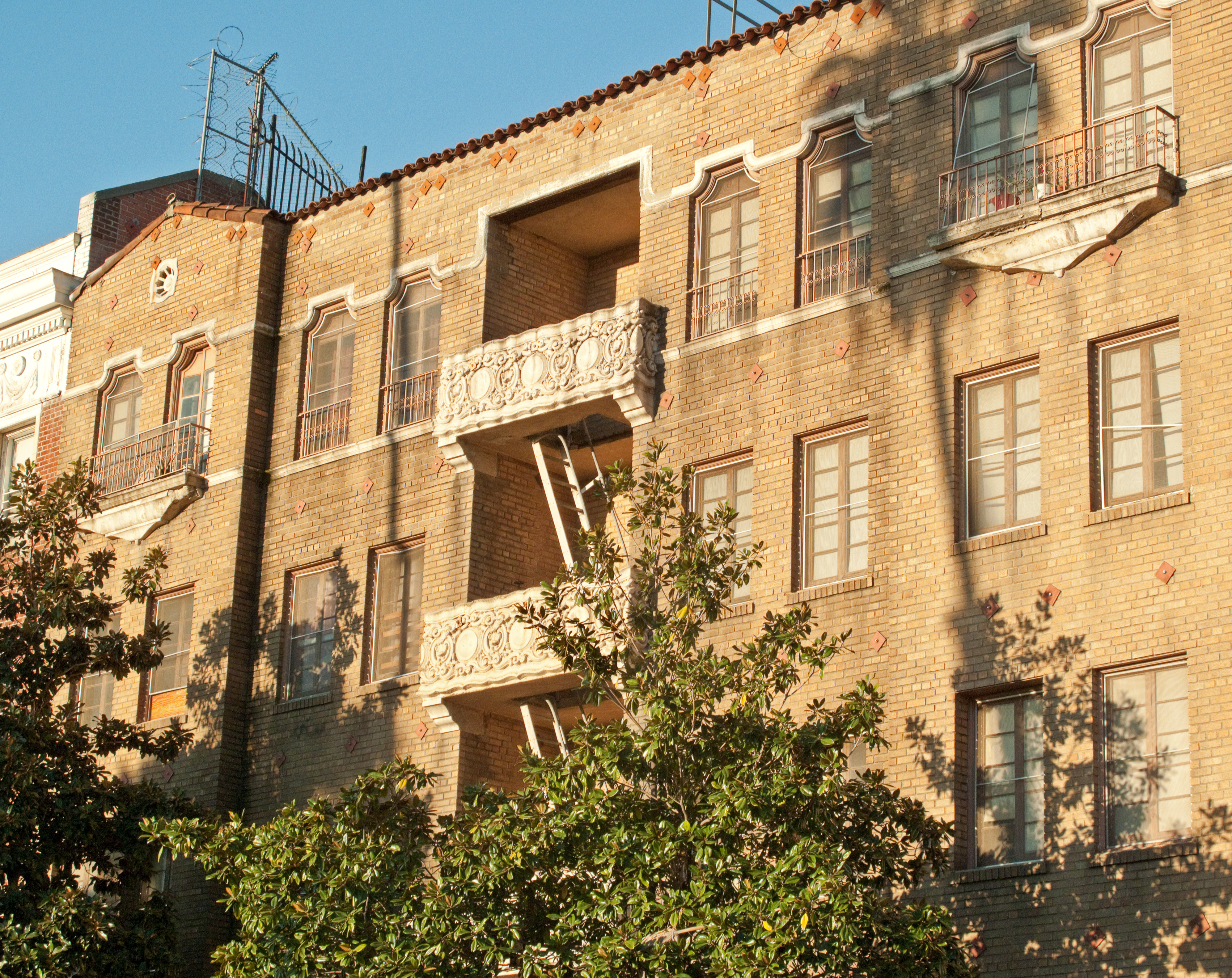
El edificio de Los Ángeles solía representar el exterior del edificio de apartamentos de Jerry en 129 West 81st Street, Manhattan.

El programa se estrenó como The Seinfeld Chronicles el 5 de julio de 1989. Después de que se emitió, una recolección por parte de NBC parecía poco probable y el programa se ofreció a Fox, que se negó a recogerlo. Sin embargo, Rick Ludwin, jefe de eventos nocturnos y especiales para NBC, desvió el dinero a su presupuesto al cancelar un especial de televisión de Bob Hope, y se filmaron los siguientes 4 episodios.
 Estos episodios fueron altamente puntuados, ya que siguieron las repeticiones de verano de Cheers los jueves a las 21:30, y la serie finalmente se retomó. En un momento, NBC consideró transmitir estos episodios los sábados a las 22:30, pero le dio ese horario a una comedia de situación de corta duración llamada FM. La serie pasó a llamarse simplemente Seinfeld después del fracaso de la efímera serie ABC de 1990 The Marshall Chronicles.
Después de emitir los cuatro episodios restantes de su primera temporada el verano de 1990, NBC produjo trece episodios más. Larry David creía que él y Jerry Seinfeld no tenían más historias que contar, y le aconsejó a Seinfeld que rechazara, pero Seinfeld aceptó los episodios adicionales.
La segunda temporada se suspendió de su estreno programado para el 16 de enero de 1991, debido al estallido de la Guerra del Golfo Pérsico. Se estableció en un horario regular los miércoles a las 21:30 y a veces se alteró con la veterana serie Night Court a las 21:00.
Los críticos de televisión defendieron a Seinfeld en sus primeras temporadas, incluso fue lento para cultivar una audiencia sustancial. Durante las primeras tres temporadas, el acto de comedia de stand up de Jerry sería un episodio, incluso funcionando como escenas cortadas durante el espectáculo. Algunos episodios establecen un punto de referencia para las temporadas posteriores. «The deal» (‘el trato’) establece la relación de Jerry y Elaine al establecer reglas sobre dormir juntos y permanecer como amigos.
«The parking garage» (‘el estacionamiento’) fue el primer episodio filmado sin audiencia para el episodio y, después de «The chinese restaurant» (‘el restaurante chino’), el primero en no mostrar el apartamento de Jerry.
«The keys» (‘las llaves’) contiene un crossover con el show de CBS Murphy Brown, marcando la primera cooperación de este tipo entre cadenas rivales.
«The busboy» (‘el ayudante de camarero’) presenta a George, Kramer y Elaine como teniendo sus propias historias por primera vez. Aunque Glenn Padnick de Castle Rock Entertainment pensó que Jerry Seinfeld era demasiado generoso, mostrar el talento cómico de sus coestrellas se convirtió en una marca registrada a lo largo de la serie.
Larry Charles escribió un episodio para la segunda temporada, «The bet» (‘la apuesta’), en el que Elaine compra un arma al amigo de Kramer. Este episodio no se filmó porque el contenido se consideró inaceptable y se reemplazó por el episodio «The phone message» (‘el mensaje de teléfono’).
«The stranded» (‘los varados’), emitido en la tercera temporada, estaba destinado a la segunda temporada. Al comienzo de este episodio, Jerry aclara el error de continuidad sobre el trabajo inmobiliario de George.

### Temporadas 4–5
La cuarta temporada marcó la entrada de la comedia en el Top 30 de Nielsen, coincidiendo con varios episodios populares, como «The bubble boy» (‘el niño burbuja’) en el que George y el niño burbuja discuten sobre el Trivial Pursuit,
y «The junior mint» (‘la menta menor’) en la que Jerry y Kramer pierden accidentalmente un caramelo de menta en la sala de operaciones.
Esta fue la primera temporada en usar un arco de la historia de Jerry y George creando su propia comedia, Jerry. También en este momento, el uso del acto de comedia de stand up de Jerry disminuyó lentamente, y se cortó el segmento de comedia en medio de los episodios de Seinfeld.
Mucha publicidad siguió al controvertido episodio, «The contest» (‘el concurso’), un episodio ganador de un premio Emmy escrito por el cocreador Larry David, cuyo tema se consideró inapropiado para la televisión en horario estelar. Para sortear este tabú, la palabra «masturbación» nunca se usó en el guion, sino que se sustituyó por una variedad de referencias oblicuas.
A mediados de esa temporada, Seinfeld se mudó de sus 21:00 originales horario de la tarde los miércoles a las 21:30 los jueves, siguiendo a Cheers nuevamente, lo que le dio al programa aún más popularidad. Las calificaciones también provocaron el movimiento, ya que la comedia de situación de Tim Allen Home Improvement en ABC se emitió al mismo tiempo y Improvement siguió superando a Seinfeld en las calificaciones. NBC movió la serie después de que Ted Danson anunció el final de Cheers y Seinfeld superó rápidamente las audiencias de las 21:00.
El programa ganó un Premio Emmy por la Serie de Comedia Excepcional en 1993, superando a su competidor de franjas horarias orientado a la familia Home Improvement, que fue solo en su segunda temporada en la cadena rival ABC.
La quinta temporada fue un éxito de audiencia aún mayor, que consiste en episodios populares, como «The puffy shirt» (‘la camisa hinchada’) en la que Jerry se siente avergonzado con una camisa «pirata» en The today show,
«The non-fat yogurt» (‘el yogur sin grasa’) con Rudy Giuliani, el entonces alcalde republicano electo de Nueva York,
y «The opposite» (‘lo contrario’) en el que George, haciendo lo contrario de lo que sus instintos le dicen que debe hacer, consigue un trabajo con los Yanquis de Nueva York y Elaine deja su trabajo debido a una cadena de errores que conducen a su despido. Otro arco de la historia hace que George regrese a vivir con sus padres. En medio del arco de la historia, Kramer crea y promueve su libro de mesas de café.
El programa fue nuevamente nominado para la Serie de Comedia Excepcional, pero perdió ante el spin-off de Cheers, Frasier, en su primera temporada. Seinfeld fue nominado para el mismo premio anualmente, pero después de su victoria en los 45 ° Premios Primetime Emmy en 1994, siempre perdió ante Frasier, que ganó un récord de treinta y nueve premios Emmy en sus once temporadas.

### Temporadas 6–7
En la sexta temporada, Andy Ackerman reemplazó a Tom Cherones como director del programa. La serie tuvo buena audiencia y produjo algunos de sus episodios más famosos, como «The beard» (‘la barba’) en el que Jerry se somete a una prueba de detector de mentiras para hacerle admitir que vio Melrose Place (una serie de televisión de 1992),
«The switch» (‘el interruptor’) en el que la madre de Kramer, Babs, revela que su primer nombre es Cosmo,
y «The understudy» (‘el suplente’) en el que Elaine conoce a J. Peterman por primera vez.
Los arcos de la historia utilizados en esta temporada eran Elaine trabajando como asistente personal de su excéntrico jefe Justin Pitt y la separación temporal de los padres de George. Esta fue la primera temporada en la que Seinfeld alcanzó el número 1 en el Nielsen Ratings. El uso del acto de comedia de stand up de Jerry disminuyó eliminando el segmento final, ya que las historias de los cuatro personajes se hicieron más densas.
En la séptima temporada, un arco de historia involucró a George comprometiéndose con su exnovia, Susan Ross, después de que el piloto Jerry no tuviera éxito. En él, George pasa la mayor parte de la temporada arrepintiéndose y tratando de salir del compromiso. Junto con los episodios regulares de media hora, dos episodios notables de una hora fueron «The Cadillac» (‘el Cadillac’) en el que George planea salir con la galardonada actriz Marisa Tomei
y «The bottle deposit» (‘el depósito de la botella’) con Elaine y Sue Ellen participando en una licitación. guerra para comprar los palos de golf de JFK en una subasta.

### Temporadas 8–9
Las audiencias del programa subieron en sus últimas dos temporadas. Larry David se fue al final de la séptima temporada, aunque continuó doblando a Steinbrenner, por lo que Seinfeld asumió los deberes de David como showrunner y, bajo la dirección de un nuevo equipo de redacción, Seinfeld se convirtió en un programa de ritmo más rápido. El programa ya no contenía extractos de Jerry interpretando una comedia de stand up (Jerry no tenía tiempo ni energía para esto con sus nuevas responsabilidades) y las historias ocasionalmente profundizaban en la fantasía y el humor amplio. Por ejemplo, en «The bizarro Jerry» (‘el estrambótico Jerry’), Elaine se debate entre los opuestos exactos de sus amigos y Jerry sale con una mujer que ahora tiene las famosas «manos de hombre».
Algunos episodios notables de la octava temporada incluyen «The little kicks» (‘las pataditas’) que muestra el horrible baile de Elaine,
y «The chicken roaster» (‘el asador de pollo’), que retrata el restaurante de pollo Kenny Rogers Roasters que abrió durante ese tiempo.
Un arco de la historia en esta temporada involucra a Peterman yendo a Birmania en «The foundation» (‘la fundación’)
hasta que se recuperó de una crisis nerviosa en «The money» (‘el dinero’),
seguido por Elaine escribiendo la biografía de Peterman en «The Van Buren boys» (‘los muchachos de Van Buren’),
que lleva a la parodia de Kramer del Reality Tour de Kenny Kramer visto en «The Muffin Tops».
La temporada final incluyó episodios como «The Merv Griffin show» (‘el espectáculo de Griffin de Merv’) en el que Kramer convierte su apartamento en un estudio de talk show e interpreta al personaje del presentador de talk show,
«The betrayal» (‘la traición’) que presenta en orden cronológico inverso lo que sucedió en la boda de Sue Ellen en India y «The frogger» (‘el rana’) en la que George empuja una máquina Frogger al otro lado de la calle, imitando la acción del juego en sí.
La última temporada incluyó un arco de historia en el que Elaine tiene una relación intermitente con David Puddy. A pesar de la enorme popularidad y disposición del elenco para regresar por décima temporada, Seinfeld decidió terminar el programa después de la temporada nueve, creyendo que de ese modo sería capaz de garantizar que el programa mantuviera su calidad y saliera en la cima.
NBC le ofreció más de 100 millones de USD por una décima temporada, pero Seinfeld se negó.
Una gran controversia causada en esta última temporada fue la quema accidental de una bandera puertorriqueña por Kramer en «The puerto rican day» (‘el día puertorriqueño’). Esta escena causó furor entre los puertorriqueños, y como resultado, NBC mostró este episodio solo una vez. Jerry Seinfeld desactivó a los manifestantes al no permitir que este episodio continuara en redifusión, como se revela en «Inside look» en DVD.
Sin embargo, el episodio se agregaría al paquete de repetición varios años después sin cortes.

### Final de la serie
Después de nueve años en el aire, NBC y Jerry Seinfeld anunciaron el 25 de diciembre de 1997 que la serie finalizaría la producción la primavera siguiente en 1998. El anuncio apareció en la portada de los principales periódicos de Nueva York, incluido el New York Times. Jerry Seinfeld apareció en la portada del primer número de la revista Time de 1998.
La serie terminó con un episodio de setenta y cinco minutos (reducido a 60 minutos en redifusión, en dos partes) escrito por el cocreador y exproductor ejecutivo Larry David, que se emitió el 14 de mayo de 1998. Antes del final, se emitió un clip retrospectivo de cuarenta y cinco minutos, «The chronicle» (‘la crónica’). La retrospectiva se amplió a una hora después de la emisión original y se emitió nuevamente en NBC como un episodio de una hora, y desde entonces se ha emitido en redifusión.
Fue el primer episodio desde el final de la séptima temporada, «The invitations» (‘las invitaciones’), que presentó actos de comedia de apertura y cierre de Jerry Seinfeld. El final fue filmado ante una audiencia de ejecutivos de NBC y amigos del programa. La prensa y el público fueron excluidos de la grabación para mantener su complot en secreto; los que asistieron al rodaje del episodio final debían firmar «votos de silencio » escritos.
El secreto solo parecía aumentar las especulaciones sobre cómo terminaría la serie. Los productores del programa modificaron los medios de comunicación sobre el bombo publicitario, difundiendo un falso rumor sobre Newman terminando en el hospital y Jerry y Elaine sentados en una capilla, presumiblemente para casarse.
El episodio final disfrutó de una audiencia histórica,
estimada en 76.3 millones de espectadores (58 % de todos los espectadores esa noche), lo que lo convierte en el cuarto final de serie regular más visto en la historia de la televisión de EE. UU., detrás de M * A * S * H, Cheers y El fugitivo. Sin embargo, el final recibió críticas mixtas de críticos y fanáticos del programa. El final se burló de los muchos rumores que circulaban, que parecían mudarse a múltiples supuestos complots antes de decidirse por su verdadera historia: un largo juicio donde la pandilla es procesada por violar una ley de «deber de rescate» y sentenciada a penas de prisión.
Según la revista Forbes, las ganancias de Jerry Seinfeld del programa en 1998 llegaron a 267 millones de USD, incluidas las ganancias de redifusión.
Rechazó la oferta de NBC de 5 millones de USD por episodio, o más de 100 millones de USD en total, para continuar el programa en una décima temporada. La oferta que NBC le hizo a Seinfeld fue más de tres veces mayor por episodio que nunca antes se había ofrecido en televisión.
Seinfeld le dijo a la cadena que no estaba casado ni tenía hijos, y que deseaba centrarse en su vida personal.
 Como se informó en julio de 2007, era el segundo mayor ingreso en la industria de la televisión, ganando en ese momento 60 millones de USD al año.
El programa se convirtió en la primera serie de televisión en obtener más de 1 millón de USD por minuto para publicidad, una marca que antes solo alcanzaba la Super Bowl.

### Redifusión
Según Barry Meyer, presidente de Warner Bros. Entretenimiento, Seinfeld ganó 2700 millones de USD hasta junio de 2010.
El programa ha realizado un estimado de 4060 millones de USD en redifusión hasta febrero de 2017. Steve Bannon, quien invirtió en el programa, dijo más tarde: «Calculamos lo que nos daría si llegara a la redifusión. Nos equivocamos por un factor de cinco».
En septiembre de 2019, se anunció que Viacom había adquirido los derechos de redifusión por cable de la serie, y se emitirá en Paramount Network, Comedy Central y TV Land a partir de octubre de 2021.

## Producción
Seinfeld comenzó como un piloto de veintitrés minutos titulado The Seinfeld Chronicles. Creado por Jerry Seinfeld y Larry David, desarrollado por el ejecutivo de NBC Rick Ludwin, y producido por Castle Rock Entertainment, fue una mezcla de las rutinas de comedia stand-up de Seinfeld y escenas idiosincráticas de conversación centradas en aspectos mundanos de la vida cotidiana como lavar la ropa, abotonarse del botón superior de la camisa y el esfuerzo de los hombres por interpretar adecuadamente la intención de las mujeres de pasar la noche en el departamento de Seinfeld.
El piloto fue filmado en la sala 8 de los estudios Desilu Cahuenga, el mismo estudio donde se filmó The Dick Van Dyke Show (esto fue visto por el equipo como un buen presagio), y fue grabado en los Estudios Ren-Mar en Hollywood. El piloto se proyectó por primera vez a un grupo de dos docenas de ejecutivos de NBC en Burbank, California a principios de 1989. No produjo la explosión de risas generadas por los pilotos por los éxitos anteriores de la década en la NBC como The Cosby Show y The Golden Girls. Brandon Tartikoff no estaba convencido de que el espectáculo funcionara. Un hombre judío del propio Nueva York, Tartikoff lo caracterizó como «Demasiado neoyorquino, demasiado judío» (un sentimiento que también llevaría al cambio de apellido posterior del personaje Cosmo de Kessler a Kramer).
Las audiencias de prueba fueron incluso más duras. La práctica de NBC en ese momento era reclutar 400 hogares por teléfono para pedirles que evaluaran los pilotos que emitía en un canal no utilizado en su sistema de cable. Un memorando del departamento de investigación de NBC resumió el desempeño del piloto entre los encuestados como «débil», lo que Warren Littlefield, entonces segundo al mando en la división de entretenimiento de NBC, llamó «una daga en el corazón».
Los comentarios incluyeron: «No puede entusiasmarse demasiado con dos tipos que van a la lavandería»; «El amigo perdedor de Jerry, George, no es un personaje contundente»; «Jerry necesita un reparto de apoyo más fuerte»; y «¿Por qué están interrumpiendo la comedia por estas estúpidas historias?» Seinfeld y David no vieron el memorando durante varios años, pero después de darse cuenta, lo colgaron en un baño en el set. Seinfeld comenta: «Pensamos que si alguien entra a usar este baño, esto es algo que deberían ver. Se ajusta a ese momento».
Alrededor del tiempo en que se filmó el piloto del programa, Castle Rock Entertainment, que produjo el programa, también había producido otro piloto para NBC que presentaba a Ann Jillian en su serie de televisión casi similar. Después de que The Seinfeld Chronicles se sometió a malas pruebas entre el público, Castle Rock dedicó su atención a las series de Jillian, que tuvieron mejores resultados con el público y recibieron un pedido de temporada completa. Ann Jillian duraría solo una temporada de 13 episodios y estaría fuera del aire a fines de 1990.
Cuando NBC anunció su horario de horario estelar 1989-90 en mayo de 1989, The Seinfeld Chronicles no estaba incluido, pero los partidarios del programa no se dieron por vencidos. El piloto se emitió por primera vez el 5 de julio de 1989 y terminó segundo en su franja horaria contra el drama policial de CBS Jake and the Fatman, recibiendo una calificación de Nielsen de 10.9/19. Las calificaciones no exhibieron un sesgo regional que Tartikoff predijo, para alentar a los seguidores del programa. A pesar de los malos resultados de las pruebas, Ludwin canceló uno de los especiales de Bob Hope presupuestados para esa temporada para que la división de entretenimiento tuviera el dinero para producir cuatro episodios más de The Seinfeld Chronicles, que formaron el resto de la primera temporada del programa (la serie fue luego retitulada a solo Seinfeld);
un movimiento sin el cual el columnista del Chicago Tribune Phil Rosenthal declaró más tarde que no habría Seinfeld.
Aunque este fue un número de pedido muy bajo para una nueva serie (el pedido de comedia más pequeño en la historia de la televisión), Castle Rock no pudo encontrar ningún otro comprador cuando compró el programa a otras cadenas y aceptó el pedido. El programa pasó a llamarse simplemente Seinfeld, pero no volvería a las ondas hasta el 30 de mayo de 1990, y pasarían otros tres años antes de que se convirtiera en uno de los 5 principales. Preston Beckman, quien estaba a cargo del departamento de investigación de NBC en ese momento, recordó: «El espectáculo fue diferente. Nadie había visto algo así. No era inusual que los programas de pruebas deficientes salieran al aire, pero era muy raro que se convirtieran en éxitos».
Cuando se repitió por primera vez el 5 de julio de 1990, recibió una calificación de 13.9/26. Estas calificaciones fueron lo suficientemente altas como para asegurar una segunda temporada. La investigación de la NBC mostró que el programa era popular entre los adultos jóvenes varones, un grupo demográfico buscado por los anunciantes. Esto le dio a NBC un incentivo para seguir transmitiendo el programa.
Un crítico de DVD, Britt Gillette, escribió que «este episodio inicial exhibe los destellos de brillantez que hicieron de Seinfeld un fenómeno cultural».

## Emisión internacional
En España fue emitida inicialmente por Antena 3 en septiembre de 1995, en horario de medianoche.
No tuvo el éxito de audiencia esperado y fue cancelada a las pocas semanas.
Posteriormente Canal Plus adquirió los derechos y la emitió en su totalidad a partir de junio de 1998,
los sábados a las diez de la noche en abierto.
La serie fue doblada en los estudios Abaira en Madrid bajo la dirección de Lucía Esteban.
Seinfeld se transmitió en Argentina en varias ocasiones. Canal 13 de Buenos Aires fue el primer canal en transmitir la serie en 1995. Luego, Telefe transmitió la serie entre 1996 y 1998. Posteriormente, Sony Channel ha transmitido la serie en varias ocasiones, incluyendo una maratón de episodios en 2019.
Es importante destacar que la disponibilidad de la serie puede variar dependiendo de la región y el proveedor de televisión. Sin embargo, en general, Seinfeld ha sido una serie popular en Argentina y ha tenido varias emisiones a lo largo de los años.
En octubre de 2021, la serie fue lanzada por la plataforma Netflix.

## Versiones de alta definición
Hay dos versiones de alta definición de Seinfeld. La primera es la de las versiones de TV en cadena (no redifusión) en la relación de aspecto original de 4:3 que se redujeron para los lanzamientos de DVD.
Las estaciones de transmisión de redifusión y la cadena de cable TBS comenzaron a transmitir la versión en redifusión de Seinfeld en HD. A diferencia de la versión utilizada para el DVD, Sony Pictures recortó las partes superior e inferior del marco, mientras restaura las imágenes recortadas previamente en los lados, desde la fuente de película de 35 mm, para usar todo el marco 16:9.

## Recepción y legado
Elizabeth Magnotta y Alexandra Strohl analizan el éxito de Seinfeld con el recurso a la teoría del humor incongruente: "La teoría de la inconformidad afirma que el humor se crea a partir de la violación de una expectativa. Para que el humor resulte de este resultado inesperado, el evento debe tener un clima emocional apropiado, el escenario, los personajes, el discurso previo, las relaciones de los personajes y el tema".
Específicamente, Magnotta y Strohl se centran en «The marine biologist» (‘el biólogo marino’), donde George se ve envuelto en otra mentira, y en «The red dot» (‘el punto rojo’), donde George intenta ahorrar unos pocos dólares a expensas de Elaine dándole un suéter de cachemir rebajado.
Seinfeld no ha alcanzado el mismo nivel de popularidad en todo el mundo que en Estados Unidos. En el artículo «Cómo traducir Seinfeld», Jennifer Armstrong señala que el estilo de humor único de Seinfeld es aparentemente «demasiado cultural y basado en palabras para facilitar la traducción».
Carol Iannone resume el legado de este éxito estadounidense en su artículo de la Edad Moderna «Seinfeld: La comedia políticamente incorrecta» cuando dice: «Puede ser la primera comedia de situación que realmente alcance el estatus de arte».
Nod Miller, de la Universidad del Este de Londres, ha discutido las cualidades autorreferenciales del espectáculo:

Seinfeld está impregnado de temas posmodernos. Para empezar, el límite entre la realidad y la ficción es frecuentemente borroso: esto se ilustra al tener a Jerry Seinfeld interpretando al personaje Jerry Seinfeld. En la cuarta temporada del programa, varios episodios giraron en torno a la narrativa de Jerry y George (cuyo personaje es el alter ego del cocreador Larry David) lanzando 'un espectáculo sobre nada' basado en la vida cotidiana de un comediante de NBC. La reacción de los ejecutivos ficticios de la NBC, en todos los sentidos, reflejó las respuestas iniciales de quienes eventualmente comisionaron a Seinfeld. La cuarta temporada termina con The Pilot, un episodio que se centra en el reparto, la grabación y la proyección del espectáculo dentro del espectáculo,' 'Jerry' '. Este episodio también ilustra claramente la calidad autorreferencial, que es una de las características de Seinfeld. El final de la serie estuvo tan repleto de referencias a programas anteriores que lo hizo en gran medida incomprensible para aquellos que ya no están bien versados en las personas y las preocupaciones del universo Seinfeld.
Nod Miller

William Irwin ha editado una antología de ensayos académicos sobre filosofía en Seinfeld and philosophy: a book about everything and nothing. Algunas entradas incluyen «El problema de Jerry y el problema socrático», «El entusiasmo fallido de George por la felicidad: un análisis aristotélico», «El carácter moral de Elaine», «Kramer el “seductor”», «Hacer algo de la nada: Seinfeld, sofistería y el tao», «Seinfeld, subjetividad y Sartre», «Sr. Peterman, la malvada bruja del oeste y yo» y «Samaritanos mínimamente decentes y ley poco común».

### Audiencias de televisión de EE.UU.
| Temporada | Temporada | Temporada de televisión | Episodios | Intervalo de tiempo | Fechas de emisión originales | Fechas de emisión originales | Calificaciones de Nielsen | Calificaciones de Nielsen | Calificaciones de Nielsen | Episodio más visto                     | Episodio más visto      |
| Temporada | Temporada | Temporada de televisión | Episodios | Intervalo de tiempo | Estreno de la temporada      | Final de temporada           | Rango                     | Clasificación             | Espectadores (millones)   | Título                                 | Espectadores (millones) |
| --------- | --------- | ----------------------- | --------- | --- | ---------------------------- | ---------------------------- | ------------------------- | ------------------------- | ------------------------- | -------------------------------------- | ----------------------- |
|           | 1         | 1989–90                 | 5         | Miércoles a las 21:30 (Episodio 1) Jueves a las 21:30 (Episodios 2-5) | 5 de julio de 1989           | 21 de junio de 1990          |                           |                           | 19.26                     | "The Stake Out"                        | 22.5                    |
|           | 2         | 1990–91                 | 12        | Miércoles a las 21:30 (Episodios1–4, 12) Jueves a las 21:30 (Episodios5-11) | 23 de enero de 1991          | 26 de junio de 1991          | #46                       | 12.5                      | 18.07                     | "The Apartment"                        | 24.7                    |
|           | 3         | 1991–92                 | 23        | Miércoles a las 21:30 (Episodios1–11, 18) Miércoles a las 21:30 (Episodios12–17, 19–23)                                                                                                  | 18 de septiembre de 1991     | 6 de mayo de 1992            | #42                       | 12.5                      | 17.66                     | "The Letter"                           | 22.3                    |
|           | 4         | 1992–93                 | 24        | Miércoles a las 21:30 (Episodios1–3, 5–15) Miércoles a las 21:30 (Episodio 4) Jueves a las 21:30 (Episodios16–22) Jueves a las 20:00 (Episodio 23) Jueves a las 8:30 p. m. (Episodio 24) | 12 de agosto de 1992         | 20 de mayo de 1993           | #25                       | 13.7                      | 20.91                     | "The Pilot"                            | 32.8                    |
|           | 5         | 1993–94                 | 22        | Jueves a las 21:30 (Episodios1–18, 20–22) Jueves a las 21:30 (Episodio 19) | 16 de septiembre de 1993     | 19 de mayo de 1994           | #3                        | 19.6                      | 29.59                     | "The Stall" and "The Marine Biologist" | 35.0                    |
|           | 6         | 1994–95                 | 24        | Jueves a las 21:30 (Episodios1–14, 16–24) Jueves a las 21:30 (Episodio 15) | 22 de septiembre de 1994     | 18 de mayo de 1995           | #1                        | 20.6                      | 30.06                     | "The Switch"                           | 36.6                    |
|           | 7         | 1995–96                 | 24        | Jueves a las 21:30 (Episodios1–14, 16–21, 23–24) Jueves a las 21:30 (Episodios15, 22) | 21 de septiembre de 1995     | 16 de mayo de 1996           | #2                        | 21.2                      | 33.19                     | "The Engagement"                       | 37.6                    |
|           | 8         | 1996–97                 | 22        | Jueves a las 21:30 | 19 de septiembre de 1996     | 15 de mayo de 1997           | #2                        | 20.5                      | 32.48                     | "The Money"                            | 37.3                    |
|           | 9         | 1997–98                 | 24        | Jueves a las 21:30 (Episodios1–20, 23) Jueves a las 20:00 (Episodio 21) Jueves a las 8:30 p. m. (Episodio 22) Jueves a las 21:30 (Episodio 24)                                           | 25 de septiembre de 1997     | 14 de mayo de 1998           | #1                        | 22.0                      | 38.03 (32.15)             | "The Finale" ("The Puerto Rican Day")  | 76.3 (38.8)             |

## Productos de consumo
Una característica recurrente de Seinfeld fue su inclusión de productos específicos, especialmente dulces, como puntos de la trama. Estos podrían ser una característica central de una trama (por ejemplo, Junior Mints, Twix, Chuckles, Jujyfruits, snacks tipo Three Mosketeers, Snickers, Nestlé Chunky, Oh Henry!, Drake's Coffee Cake y PEZ), o una asociación de dulces con un personaje invitado (p. ej. Oh Henry! barras) o simplemente una conversación aparte (por ejemplo, Chuckles, Clark Bar, Twinkies). También se presentó una gran cantidad de productos no dulces a lo largo de la serie.
Los creadores del programa afirman que no estaban participando en una estrategia de colocación de productos para obtener ganancias comerciales. Una motivación para el uso de productos del mundo real, bastante ajena a las consideraciones comerciales, es el valor de la comedia de frases y palabras que suenan divertidas. «Sabía que quería que Kramer pensara en ver la operación como ir a ver una película», explicó el escritor/productor de Seinfeld Andy Robin en una entrevista publicada en The Hollywood Reporter. «Al principio, pensé que tal vez un pedazo de palomitas de maíz caiga en el paciente. Lo conté con mi hermano, y él dijo: “No, las Junior Mints son más divertidas”».
Muchos anunciantes aumentaron la popularidad de Seinfeld. American Express creó un episodio web donde Jerry Seinfeld y un Supermán animado (con la voz de Patrick Warburton, que interpretó el papel de Puddy) protagonizaron su comercial. Los creadores de Today Sponge crearon el juego "Spongeworthy", en su sitio web, inspirado en "The Sponge". Un anuncio presentaba a Jason Alexander en un comercial de Chrysler. En esto, Alexander se parece mucho a su personaje George, y su relación con Lee Iacocca juega con la relación de George con Steinbrenner. Del mismo modo, Michael Richards fue el foco de una serie de anuncios de Vodafone que se ejecutó en Australia, donde se vistió y actuó exactamente como Kramer, incluidas las fallas comerciales de la marca.
Además, el programa ocasionalmente incorporaba productos ficticios como una marca escocesa llamada "Hennigan's" (un acrónimo de "Hennessy" y "Brannigans") y un producto de carne enlatada llamado "Beef-a-reeno" (una parodia de "Beef-a-roni").

## Medios de comunicación caseros

### Lanzamientos de DVD
Sony Pictures Home Entertainment lanzó las nueve temporadas de Seinfeld en DVD en las Regiones 1, 2 y 4 entre 2004 y 2007.
El 6 de noviembre de 2007, Seinfeld: The Complete Series fue lanzado en DVD. El conjunto completo de cajas de la serie incluye una reunión de "mesa redonda" de 2007 de los cuatro miembros principales del reparto y Larry David; Solo los aspectos más destacados de esto también se incluyeron en el set de la temporada 9.
| Nombre del DVD           | Fechas de lanzamiento   | Fechas de lanzamiento   | Fechas de lanzamiento   |
| Nombre del DVD           | Región 1                | Región 2                | Región 4                |
| ------------------------ | ----------------------- | ----------------------- | ----------------------- |
| Vol. 1: Estaciones 1 y 2 | 23 de noviembre de 2004 | 1 de noviembre de 2004  | 13 de octubre de 2004   |
| Vol. 2: temporada 3      | 23 de noviembre de 2004 | 1 de noviembre de 2004  | 18 de octubre de 2004   |
| Vol. 3: temporada 4      | 17 de mayo de 2005      | 13 de junio de 2005     | 25 de mayo de 2005      |
| Vol. 4: temporada 5      | 22 de noviembre de 2005 | 28 de noviembre de 2005 | 23 de noviembre de 2005 |
| Vol. 5: temporada 6      | 22 de noviembre de 2005 | 28 de noviembre de 2005 | 23 de noviembre de 2005 |
| Vol. 6: temporada 7      | 21 de noviembre de 2006 | 20 de noviembre de 2006 | 8 de noviembre de 2006  |
| Vol. 7: temporada 8      | 5 de junio de 2007      | 4 de junio de 2007      | 13 de junio de 2007     |
| Vol. 8: temporada 9      | 6 de noviembre de 2007  | 19 de noviembre de 2007 | 24 de octubre de 2007   |

### Streaming

#### Hulu (EE.UU.)
El 29 de abril de 2015, se anunció oficialmente, durante la presentación de Hulu en Nueva York, que las nueve temporadas de Seinfeld estarían disponibles para transmisión en línea, a través del servicio de video, a partir de junio de 2015.
La noticia fue reportada por primera vez por Deadline and Variety, citando el acuerdo en alrededor de 130 millones a 180 millones de USD.
El 20 de mayo de 2015, Hulu anunció que cada episodio estaría disponible a partir del 24 de junio de 2015.

#### Prime Video (Reino Unido)
En enero de 2017, Amazon adquirió los derechos del Reino Unido para todas las temporadas de Seinfeld para su servicio de transmisión de Prime Video.

#### Stan (Australia)
El 8 de noviembre de 2016, el servicio de transmisión australiano Stan anunció a través de Twitter que todos los episodios estarían disponibles para transmitir por primera vez en Australia.
Todos los episodios estuvieron disponibles a partir del 11 de noviembre de 2016 con las versiones remasterizadas de todos los episodios en el servicio con mejoras de HD y pantalla panorámica.
La pantalla panorámica ofrecida se recortó de los negativos originales en formato 4:3, lo que resultó en una mejor calidad visual que la versión de DVD disponible anteriormente, sin embargo, las partes superior e inferior del marco se cortaron para lograr la relación de aspecto de pantalla panorámica.

#### Netflix
En septiembre de 2019, Netflix y Sony Pictures anunciaron que Netflix había adquirido los derechos exclusivos de transmisión global para Seinfeld, a partir de 2021, reemplazando los derechos anteriores de Hulu y Amazon. Cuando se transmita, la versión de Netflix de Seinfeld estará disponible en resolución 4K a través de un nuevo escaneo de la fuente original de película de 35 mm.

## Después deSeinfeld

### Otra escena
En el episodio del 1 de noviembre de 2007 de The Daily Show con Jon Stewart, Jerry Seinfeld mencionó la posibilidad de filmar una última escena, después de que los personajes salgan de la cárcel. Mencionó que estaba demasiado ocupado para hacerlo en ese momento, pero no anunció lo que implicaría la escena, ya que su producción no es una certeza.
En el comentario del DVD de la temporada final, Seinfeld describe que él y Jason Alexander hablaron sobre esta escena en Monk's Cafe, y George dijo "Eso fue brutal" en referencia a la temporada del cuarteto en prisión.
En un episodio de Saturday Night Live que Jerry Seinfeld presentó el 2 de octubre de 1999, se produjo un sketch que mostraba cómo era la vida de Jerry tras las rejas después de ser transferido a la prisión ficticia retratada en la serie de HBO Oz.
El sketch de aproximadamente cuatro minutos muestra los créditos iniciales de la serie de HBO con clips de Jerry mezclados en diversas actividades en la prisión. El sketch continúa y se mezcla en diferentes líneas de la historia de Oz y Seinfeld y hace que Jerry interactúe con varios personajes del programa en su típico estilo ingenioso y sarcástico.

### La "maldición" deSeinfeld
Louis-Dreyfus, Alexander y Richards han intentado lanzar nuevas comedias de situación como personajes principales. Casi todos los shows se cancelaron rápidamente, generalmente dentro de la primera temporada. Esto dio lugar al término maldición de Seinfeld: el fracaso de una comedia protagonizada por uno de los tres, a pesar de la creencia convencional de que la popularidad de Seinfeld de persona casi debería garantizar una audiencia fuerte e incorporada para el nuevo espectáculo del actor. Los programas específicamente citados sobre la «maldición de Seinfeld» son Watching Ellie (de Julia Louis-Dreyfus), Bob Patterson (de Jason Alexander) y Listen up! (‘¡escuchen!’) y The Richards show (de Michael Richards).
Este fenómeno fue mencionado durante la segunda temporada del programa de HBO de Larry David, Curb Your Enthusiasm, que se emitió en 2001. En la vida real, David ha rechazado repetidamente la idea de una maldición, diciendo: «Es tan completamente idiota. Es muy difícil tener una comedia exitosa».
El éxito de Louis-Dreyfus en la comedia de la CBS 2006-2010 The New Adventures of Old Christine, que incluyó ganar el Premio Primetime Emmy a la Mejor actriz principal en una serie de comedia en 2006, llevó a muchos a creer que había roto la maldición.
En su discurso de aceptación, Louis-Dreyfus levantó su premio y exclamó: «¡No soy alguien que realmente crea en las maldiciones, pero maldice esto, cariño!».
El programa produjo suficientes episodios para emitir repeticiones en redifusión durante varios años, algo que los otros programas no lograron.
El episodio de Saturday Night Live organizado por Louis-Dreyfus hizo referencia a la maldición. Luego ganó otras seis Emmys como actriz principal de comedia por su aclamada actuación como la vicepresidenta Selina Meyer en la serie de comedia de HBO Veep.

### Curb Your Enthusiasm
A principios de marzo de 2009, se anunció que el elenco de Seinfeld se reuniría para la séptima temporada de Curb Your Enthusiasm. El elenco apareció por primera vez en el tercer episodio de la temporada, todos interpretando su yo real. La historia de toda la temporada es que Larry David intenta iniciar un show de reunión de Seinfeld como una estratagema para recuperar a su exesposa, Cheryl. Junto con los cuatro personajes principales, algunos actores secundarios de Seinfeld como Wayne Knight, Estelle Harris y Steve Hytner aparecieron en el noveno episodio en una mesa leída para el show de reunión. Aunque gran parte del diálogo en Larry David es improvisado, la trama estaba en el guion, y el especial de Seinfeld que salió al aire en el programa fue escrito y dirigido por Seinfeld, haciendo de esta la primera vez desde que Seinfeld salió del aire, que el elenco principal aparecían juntos en un programa con guion.

### Comedians in Cars Getting Coffee
Jerry Seinfeld, Jason Alexander y Wayne Knight, interpretando a sus respectivos personajes de Seinfeld, aparecieron en un lugar presentado durante el medio tiempo del Super Bowl XLVIII el 2 de febrero de 2014.
A FOX se le ocurrió la idea de hacerlo, debido en parte a que la ubicación del Super Bowl era Nueva York ese año. Una versión sin cortes apareció en Crackle.com inmediatamente después, como un episodio de Comedians in Cars Getting Coffee titulado "The Over-Cheer". Aunque el anuncio se usó para publicitar la serie web de Seinfeld, no se consideró comercial, ya que Sony, que produce la serie, no pagó por ello. Seinfeld ha indicado que cree que el episodio web probablemente sea la última reunión del elenco, y dijo: «Tengo la sensación de que has visto la última versión de esa experiencia única».
Desde entonces, Michael Richards y Julia Louis-Dreyfus también han aparecido en episodios.

## Premios y nominaciones

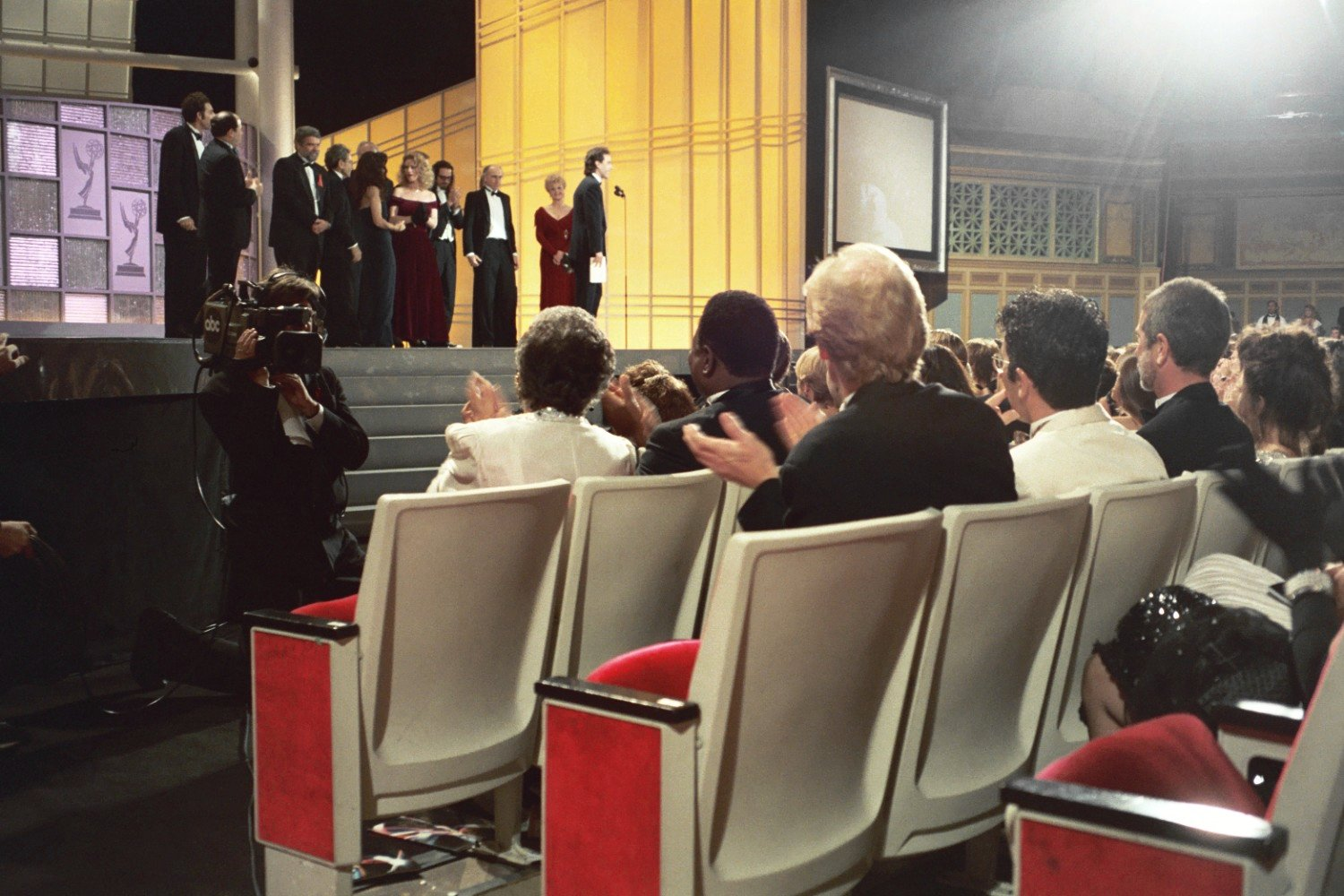
El elenco de Seinfeld en los Premios Emmy de 1993 tras ganar como "Mejor serie de comedia".

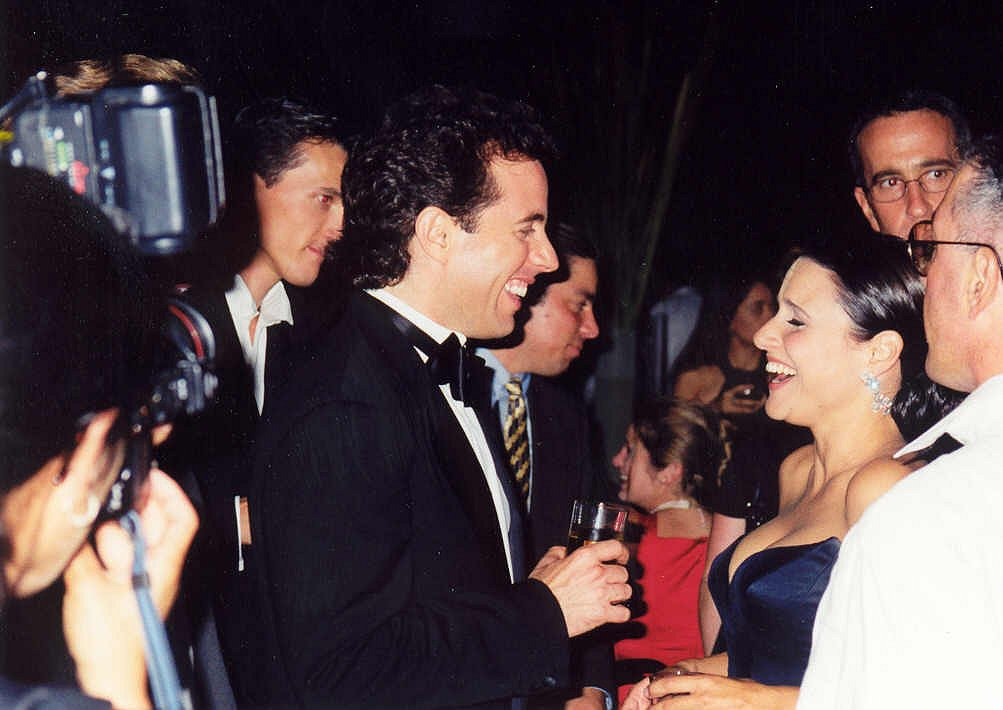
Jerry Seinfeld y Julia Louis-Dreyfus durante los Premios Emmy en 1997.

La serie recibió diez Primetime Emmy con un total de sesenta y ocho nominaciones. Además, obtuvo tres Premios Globos de Oro, incluyendo Mejor serie de comedia o musical. En 2002, TV Guide lo nombró el mejor programa de televisión de todos los tiempos.
y en 2013, la revista lo clasificó como el segundo mejor programa de televisión. Una encuesta de The Hollywood Reporter de 2015 a 2800 actores, productores, directores y otras personas de la industria nombró a Seinfeld como su 5.º programa favorito.

### Premios Emmy
| Año  | Categoría                                          | Serie o miniserie | Resultado |
| ---- | -------------------------------------------------- | ----------------- | --------- |
| 1992 | Premios Primetime Emmy a la mejor serie de comedia | Seinfeld          | Nominado  |
| 1993 | Premios Primetime Emmy a la mejor serie de comedia | Seinfeld          | Ganador   |
| 1994 | Premios Primetime Emmy a la mejor serie de comedia | Seinfeld          | Nominado  |
| 1995 | Premios Primetime Emmy a la mejor serie de comedia | Seinfeld          | Nominado  |
| 1996 | Premios Primetime Emmy a la mejor serie de comedia | Seinfeld          | Nominado  |
| 1997 | Premios Primetime Emmy a la mejor serie de comedia | Seinfeld          | Nominado  |
| 1998 | Premios Primetime Emmy a la mejor serie de comedia | Seinfeld          | Nominado  |

### Premios Globo de Oro
| Año  | Categoría                     | Serie    | Resultado |
| ---- | ----------------------------- | -------- | --------- |
| 1993 | Mejor serie comedia o musical | Seinfeld | Ganador   |
| 1994 | Mejor serie comedia o musical | Seinfeld | Nominado  |
| 1995 | Mejor serie comedia o musical | Seinfeld | Nominado  |
| 1996 | Mejor serie comedia o musical | Seinfeld | Nominado  |
| 1997 | Mejor serie comedia o musical | Seinfeld | Nominado  |

### Premios del Sindicato de Actores(SAG)
| Año  | Categoría                    | Serie    | Resultado |
| ---- | ---------------------------- | -------- | --------- |
| 1995 | Mejor reparto en una comedia | Seinfeld | Ganadores |
| 1996 | Mejor reparto en una comedia | Seinfeld | Nominado  |
| 1997 | Mejor reparto en una comedia | Seinfeld | Ganadores |
| 1998 | Mejor reparto en una comedia | Seinfeld | Ganadores |